# Почесний працівник прокуратури України
Почесний працівник прокуратури України — вища відзнака прокуратури України.
Нагрудним знаком "Почесний працівник прокуратури України" відзначаються прокурори за тривалу і бездоганну службу в органах прокуратури, досягнення вагомих результатів у професійній діяльності та виконання завдань особливої важливості і складності, які мають не менше 15 років стажу роботи на посадах прокурорів або слідчих в органах прокуратури.

## Історія
З утворенням 24 серпня 1991 року суверенної держави Україна прийнято Закон України "Про прокуратуру", у статті 48 якого зазначено: "Прокурори і слідчі заохочуються за сумлінне виконання службових обов'язків. Прокурорсько-слідчі працівники за тривалу та бездоганну службу можуть бути нагороджені Генеральним прокурором України нагрудним знаком "Почесний працівник прокуратури України" з одночасним врученням грамоти Генерального прокурора України. Положення про нагородження нагрудним знаком затверджується Генеральним прокурором України".
Положення про нагрудний знак "Почесний працівник прокуратури України" було введено в дію 1 вересня 1993 року наказом Генерального прокурора України № 22 від 09 серпня 1993 року. Дія цього Положення також поширювалась на працівників, які були нагороджені Генеральним прокурором СРСР нагрудним знаком "Почесний працівник прокуратури".

У Положенні вказано: "Нагрудним знаком "Почесний працівник прокуратури України" нагороджуються працівники,  які пропрацювали в органах прокуратури не менше 15 років, за зразкове виконання службових обов'язків, ініціативу, інші заслуги, що сприяють посиленню прокурорського нагляду, зміцненню законності".
З часу заснування відзнаки "Почесний працівник прокуратури" вносилося декілька змін у Закон України "Про прокуратуру" та у Положення про нагрудний знак "Почесний працівник прокуратури України"

, але й досі ця заохочувальна відзнака є вищою відзнакою прокуратури України.

## Історія змін нагрудного знаку
|  |  |  |
|  |  |  |